# Atteva flavivitta
Atteva flavivitta is een vlinder uit de familie Attevidae. De wetenschappelijke naam van de soort werd in 1866 gepubliceerd door Francis Walker.